# Leônidas Antero de Matos
Leônidas Antero de Mattos (Cuiabá, 28 de fevereiro de 1894 — Rio de Janeiro, 8 de abril de 1936) foi um advogado e político brasileiro. 

## Biografia
Era filho de Antero Aprígio Gualberto de Mattos e Francisca de Figueiredo Matos. Seu irmão, João Antero de Mattos, seguiu a carreira militar e chefiou o Comando Militar de Brasília entre 1962 e 1963.Bacharelou-se pela Faculdade de Direito do Rio Grande do Sul e em sociedade com o advogado Getúlio Vargas, constituíram em Porto Alegre um escritório de advocacia.
Nomeado chefe de polícia de Mato Grosso no governo Mário Correia da Costa (1926-1930), afastou-se do cargo por divergências pessoais com o presidente do estado. Apoiou a Revolução de 1930 e foi membro do Partido União Liberal de Mato Grosso, fundado no ano seguinte para defender os objetivos revolucionários. Participou do diretório do partido junto com Vespasiano Barbosa Martins, João Leite e Francisco Vilanova.
Ocupou a secretaria-geral do estado de Mato Grosso durante o governo do interventor Artur Antunes Maciel (1931-1932) e, em abril de 1931, na ausência deste, assumiu interinamente o Executivo estadual. Em junho do ano seguinte foi nomeado interventor federal em seu estado, substituindo Antunes Maciel.
No mês seguinte, eclodiu a Revolução Constitucionalista de São Paulo, iniciada em Campo Grande — então no estado de Mato Grosso, e hoje capital de Mato Grosso do Sul — pelo comandante da circunscrição militar ali sediada, general Bertoldo Klinger. Durante os três meses de duração do levante estabeleceram-se no estado dois governos: o do interventor Leônidas de Mattos, fiel ao governo central, em Cuiabá, e o governo revolucionário encabeçado por Vespasiano Barbosa Martins, em Campo Grande. Em outubro de 1932 o movimento rebelde foi definitivamente sufocado.
Em 1933, o Partido União Liberal foi extinto e seus membros se agruparam no Partido Liberal Mato-Grossense e no Partido Evolucionista de Mato Grosso. Leônidas de Mattos tornou-se um dos líderes do Partido Liberal, fundado em março de 1933 para concorrer às eleições à Assembléia Nacional Constituinte, e de cuja comissão executiva participavam Ítrio Correia da Costa e Júlio Müller, entre outros. O partido reafirmava os interesses da Revolução de 1930 e pretendia se ligar a um futuro partido de âmbito nacional.
Em julho de 1934 voltou ao Mato Grosso o ex-presidente do estado, Mário Correia da Costa. Com sua chegada, iniciou-se a campanha oposicionista pela candidatura do então chefe de polícia do Distrito Federal, capitão Filinto Müller, ao governo do estado. A candidatura congregou a maioria do Partido Constitucionalista, do Partido Progressista, do Partido da Mocidade e do Partido Evolucionista de Mato Grosso, que passaram a constituir o novo Partido Evolucionista de Mato Grosso, mas a campanha não chegou a ser concretizada.
Cresceu no estado um descontentamento generalizado com o interventor Leônidas de Mattos devido à precária situação financeira em que seu governo se encontrava e que permanecia desde a administração anterior. Isso determinou o amadurecimento da articulação oposicionista que levou a seu afastamento da interventoria em outubro de 1934, por determinação do chefe do Governo Provisório, Getúlio Vargas. O fato foi também atribuído aos distúrbios causados durante a Revolução de 1932. César de Mesquita Servo o substituiu à frente do Executivo mato-grossense.
Durante seu governo, em agosto de 1934 Leônidas de Mattos fundou a Associação de Imprensa Mato-Grossense. Poeta, foi um dos fundadores da Academia Mato-Grossense de Letras.
Em sua vida pública, Leônidas Mattos foi também juiz municipal de Santiago do Boqueirão (RS), promotor público da comarca de São Borja-Santiago do Boqueirão e de Porto Alegre e juiz de direito de comércio de Porto Alegre e mais tarde, advogado da Caixa Econômica Federal.
Faleceu no Rio de Janeiro, então Distrito Federal, no dia 8 de abril de 1936, com 42 anos de idade. Era casado com Dalila Frota de Mattos, com quem teve dois filhos.